# Mary Spicer
Mary Spicer est une ancienne joueuse de volley-ball américaine née le 3 juillet 1987 à Barrington (Illinois). Elle mesure 1,75 m et jouait au poste de passeuse. Elle a totalisé 59 sélections en équipe des États-Unis.

## Clubs
| Club                | De        | À         |
| ------------------- | --------- | --------- |
| UC Los Angeles      | 2005-2006 | 2007-2008 |
| États-Unis          | 2008-2009 | 2008-2009 |
| Leonas de Ponce     | 2010-2010 | 2010-2010 |
| Pałac Bydgoszcz     | 2010-2011 | 2010-2011 |
| Rabita Bakou        | 2011-2012 | 2011-2012 |
| Lokomotiv Bakou     | 2012-2013 | 2012-2013 |
| Shanghai Volleyball | 2013-2014 | 2013-2014 |

## Palmarès

### Équipe nationale
- Grand Prix Mondial
  - Vainqueur : 2010.

### Clubs
- Championnat d'Azerbaïdjan
  - Vainqueur : 2012.